# Christian Johansson
För den norska backhopparen, se Kristian Johansson.
Pehr Christian Johansson (ryska: Христиан Петрович Иогансон; Christian Petrovitj Ioganson), född 1 juni 1817 i Stockholm, död 12 december g.s. (25 december n.s.) 1903 i Sankt Petersburg, var en svensk balettdansör och balettmästare. Han var först verksam i Stockholm och från 1841 i Ryssland.

## Biografi
Christian Johansson studerade vid Kungliga Operans balettskola från 1829 och debuterade vid Kungliga Baletten 1834 med sådan framgång, att kronprins Oskar 1837 bekostade fortsatta studier i Köpenhamn för August Bournonville. Tillbaka i Stockholm utnämndes han den 1 juli 1837 till premiärdansör. Under 1830-talet nämns han bland de främsta manliga medlemmarna av Kungliga Baletten jämsides med Vilhelm Pettersson och Carl Wilhelm Silfverberg. Vid Marie Taglionis gästbesök i Stockholm blev han hennes danspartner.
År 1841 kallades han av tsar Nikolaj I tillsammans med Taglioni till Ryssland. Han kom därefter att tillhöra den Kejserliga baletten vid Mariinskijteatern i Sankt Petersburg.  Från 1860 var han lärare vid balettelevskolan där ända upp i 90-årsåldern. Han anses ha haft en betydande roll i framväxten av den ryska balettraditionen och bildat skola med sin undervisningsmetod. Bland hans elever fanns blivande världskända dansare som Wacław Niżyński, Michel Fokine, Tamara Karsavina, Anna Pavlova och Agrippina Vaganova.
Han gifte sig med en svenska och fick en dotter, Anna Johansson, som blev dansös i Mariinskijbaletten och sedermera lärare likt fadern.